# Woodwardia floridana
Woodwardia floridana là một loài dương xỉ trong họ Blechnaceae. Loài này được Schkuhr mô tả khoa học đầu tiên năm 1809.
Danh pháp khoa học của loài này chưa được làm sáng tỏ. 